# Eriococcus hellenica
Eriococcus hellenica är en insektsart som först beskrevs av Kozár in Pellizzari och Ferenc Kozár 1999.  Eriococcus hellenica ingår i släktet Eriococcus och familjen filtsköldlöss.
Artens utbredningsområde är Grekland. Inga underarter finns listade i Catalogue of Life.